# Benqué
Benqué foi uma antiga comuna francesa na região administrativa de Occitânia, no departamento dos Altos Pirenéus. Estendia-se por uma área de 2,05 km², Em 2010 a comuna tinha 133 habitantes (densidade: 64,9 hab./km²)..
Em 1 de janeiro de 2017, ela foi inserida no território da nova comuna de Benqué-Molère.